# Dentipellis separans
Dentipellis separans är en svampart som först beskrevs av Peck, och fick sitt nu gällande namn av Donk 1962. Dentipellis separans ingår i släktet Dentipellis och familjen Hericiaceae.   Inga underarter finns listade i Catalogue of Life.